# Сизов, Пётр Владимирович
Пётр Владимирович Сизов (1921—1996) — советский и российский художник и график.
Внёс значительный вклад в развитие чувашской книжной и станковой графики. За свою творческую деятельность оформил и проиллюстрировал около 200 книг и учебников чувашских писателей и языковедов. Член Союза художников СССР с 1961 года.

## Биография
Родился 2 июля 1921 года в деревне Торханы Ядринского уезда, ныне Шумерлинского района Республики Чувашия.
В 1936—1940 годах учился в Алатырской художественно-гравёрной школе. В 1940—1943 годах работал художником Чувашского книжного издательства. В 1943—1945 годах находился на службе в Красной армии. После Великой Отечественной войны продолжил обучение в Центральной студии товарищества «Всекохудожник» в классе А. М. Герасимова (1946). В 1968 году окончил Всесоюзный заочный университет искусств.
С 1945 по 1991 год П. В. Сизов снова работал в Чувашском книжном издательстве. За годы своей деятельности создал галерею портретов деятелей чувашской литературы, искусства и науки, а также тематические графические серии и живописные полотна, посвящённые современной Чувашии и её истории. Внёс большой вклад в развитие чувашского агитплаката и газетно-журнальной графики.
Пётр Сизов — участник выставок: чувашских республиканских, зональных и всесоюзных. Его персональные выставки прошли в Чебоксарах в 1971, 1981, 1982, 1991 и 1996 годах, а также в городе Шумерля в 1972 году.
Умер 6 июля 1996 года в Чебоксарах. 

## Семья
Отец чувашского баяниста, заслуженного артиста РСФСР Валентина Сизова.

## Память
Документы о жизни и творчестве художника, а также его произведения сегодня хранятся в фондах республиканских архивов и Чувашского государственного художественного музея. В июле 2011 года в залах Чувашского государственного художественного музея прошла памятная выставка произведений художника «Петр Сизов — художник книги».

## Заслуги
- Заслуженный художник Чувашской АССР (1971),
- Народный художник Чувашской АССР (1990).
- Лауреат Государственной премии Чувашской Республики (1996).